# 道の駅みとみ
道の駅みとみ（みちのえき みとみ）は、山梨県山梨市三富川浦にある国道140号の道の駅である。

## 施設
- 駐車場
  - 普通車：85台
  - 大型車：14台
- 電気自動車用急速充電器
- トイレ
  - 男：16器
  - 女：13器
  - 身障者用：3器
- 公衆電話
- 売店 (9:00 - 17:30)
- 軽食コーナー（10:00 - 16:30）
- 休憩場（9:30 - 17:00）
- イチゴ農園（10:00 - 16:00）

## 休館日
- 毎週火曜日（祝日の場合、翌日）（7月第2火曜～11月第2火曜まで無休）
- 12月28日 - 1月1日

## 道路
- 国道140号
雁坂トンネル有料道路山梨県側出口から2kmほどの位置にある。

## 周辺
- 広瀬ダム（広瀬湖）
- 笛吹川
- 西沢渓谷
  - 七ツ釜五段の滝（日本の滝百選）